# Håkan Nordling
Nils Håkan Nordling, född 16 augusti 1944, är en svensk jurist som var lagman i Växjö tingsrätt från 1998 till 2010.
Nordling utnämndes till ett långtidsvikariat som  lagman i länsrätten i Värmlands län 19 april 1990 efter att före dess varit rådman där sedan 1979. Han utnämndes till lagman i Växjö tingsrätt 1998 och utnämndes därpå 22 december 1998 till att till 1999 även vara lagman i länsrätten i Kronobergs län, dessa befattningar bekräftades som permanenta i en utnämning 19 december 2002. 